# Raïon de Bechankovitchy
Le raïon de Bechankovitchy (en biélorusse : Бешанковіцкі раён, Bechankovitski raïon) ou raïon de Bechenkovitchi (en russe : Бешенковичский район, Bechenkovitchski raïon) est une subdivision de la voblast de Vitebsk, en Biélorussie. Son centre administratif est la commune urbaine de Bechankovitchy.

## Géographie
Le raïon couvre une superficie de 1 249,65 km2, dans le centre de la voblast. Le raïon de Bechankovitchy est limité au nord par le raïon de Choumilina, au nord-est par le raïon de Vitebsk, au sud-est par le raïon de Sianno, au sud-ouest par le raïon de Tchachniki et à l'ouest par le raïon de Lepiel et le raïon d'Ouchatchy.

## Histoire
Le raïon de Bechankovitchy a été créé le 17 juillet 1924. Il fit partie de l'okroug de Vitebsk jusqu'en 1930. Le 20 février 1938, le raïon fut rattaché à l'oblast de Vitebsk.

## Population

### Démographie
Les résultats des recensements de la population (*) font apparaître une baisse continue de la population depuis 1959. Ce déclin s'est accéléré dans les premières années du XXIe siècle :
| 1959*  | 1970*  | 1979*  | 1989*  | 1999*  | 2009*  |
| ------ | ------ | ------ | ------ | ------ | ------ |
| 35 011 | 32 410 | 28 593 | 25 859 | 23 674 | 18 516 |

### Nationalités
Selon les résultats du recensement de 2009, la population du raïon se composait de trois nationalités principales :
- 94,18 % de Biélorusses ;
- 4,42 % de Russes.

### Langues
En 2009, la langue maternelle était le biélorusse pour 82,39 % des habitants du raïon de Bechankovitchy et le russe pour 15,17 %. Le biélorusse était parlé à la maison par 40,4 % de la population et le russe par 50,25 %.